# Simandre-sur-Suran
Pour les articles homonymes, voir Simandre et Suran.
Simandre-sur-Suran est une commune française, située dans le département de l'Ain en région Auvergne-Rhône-Alpes.

## Géographie

### Situation
Le village est situé à 315 mètres d'altitude, dans le Revermont, sur les premiers contreforts du Jura, dans la vallée du Suran.

### Communes limitrophes
| Val-Revermont | Nivigne-et-Suran   | Corveissiat  |
|               | Simandre-sur-Suran |              |
| Drom          | Villereversure     | Grand-Corent |

### Climat
Pour des articles plus généraux, voir Climat d'Auvergne-Rhône-Alpes et Climat de l'Ain.
En 2010, le climat de la commune est de type climat des marges montargnardes, selon une étude du CNRS s'appuyant sur une série de données couvrant la période 1971-2000. En 2020, Météo-France publie une typologie des climats de la France métropolitaine dans laquelle la commune est exposée à un climat semi-continental et est dans une zone de transition entre les régions climatiques « Bourgogne, vallée de la Saône » et « Jura ».
Pour la période 1971-2000, la température annuelle moyenne est de 11,4 °C, avec une amplitude thermique annuelle de 17,8 °C. Le cumul annuel moyen de précipitations est de 1 334 mm, avec 12 jours de précipitations en janvier et 8,4 jours en juillet. Pour la période 1991-2020, la température moyenne annuelle observée sur la station météorologique de Météo-France la plus proche, « Ceyzériat_sapc », sur la commune de Ceyzériat à 9 km à vol d'oiseau, est de 11,7 °C et le cumul annuel moyen de précipitations est de 1 032,6 mm,. Pour l'avenir, les paramètres climatiques de la commune estimés pour 2050 selon différents scénarios d'émission de gaz à effet de serre sont consultables sur un site dédié publié par Météo-France en novembre 2022.

### Voies de communication et transports
Le village possède une gare au sud-est de la commune.

## Urbanisme

### Typologie
Au 1er janvier 2024, Simandre-sur-Suran est catégorisée commune rurale à habitat dispersé, selon la nouvelle grille communale de densité à 7 niveaux définie par l'Insee en 2022.
Elle est située hors unité urbaine. Par ailleurs la commune fait partie de l'aire d'attraction de Bourg-en-Bresse, dont elle est une commune de la couronne,. Cette aire, qui regroupe 80 communes, est catégorisée dans les aires de 50 000 à moins de 200 000 habitants,.

### Occupation des sols
L'occupation des sols de la commune, telle qu'elle ressort de la base de données européenne d’occupation biophysique des sols Corine Land Cover (CLC), est marquée par l'importance des territoires agricoles (49,4 % en 2018), une proportion sensiblement équivalente à celle de 1990 (49,5 %). La répartition détaillée en 2018 est la suivante : 
forêts (44,4 %), prairies (24,6 %), zones agricoles hétérogènes (15,3 %), terres arables (9,5 %), zones urbanisées (4 %), milieux à végétation arbustive et/ou herbacée (2,1 %).
L'évolution de l’occupation des sols de la commune et de ses infrastructures peut être observée sur les différentes représentations cartographiques du territoire : la carte de Cassini (XVIIIe siècle), la carte d'état-major (1820-1866) et les cartes ou photos aériennes de l'IGN pour la période actuelle (1950 à aujourd'hui).

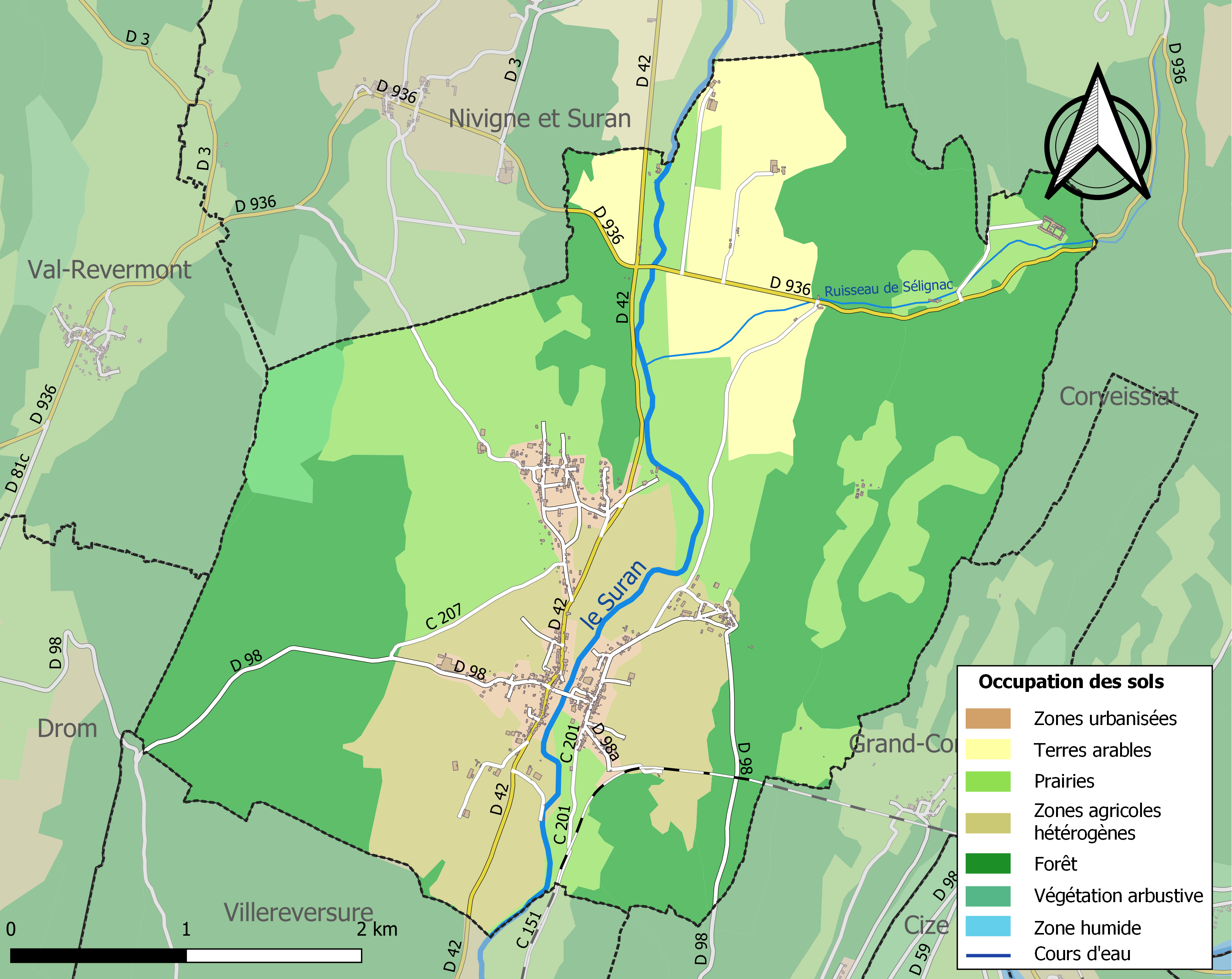
Carte des infrastructures et de l'occupation des sols de la commune en 2018 (CLC).

### Logement
Le nombre total de logements dans la commune est de 289. Parmi ces logements, 77,2 % sont des résidences principales, 17 % sont des résidences secondaires et 5,9 % sont des logements vacants. Ces logements sont pour une part de 89,2 % des maisons individuelles, 5,8 % sont d'autre part des appartements et enfin seulement 4,9 % sont des logements d'un autre type. La part d'habitants propriétaires de leur logement est de 67,7 %. Ce qui est supérieur à la moyenne nationale qui se monte à près de 55,3 %. En conséquence, la part de locataires est de 26,5 % sur l'ensemble des logements qui est inversement inférieur à la moyenne nationale qui est de 39,8 %. On peut noter également que 5,8 % des habitants de la commune sont des personnes logées gratuitement alors qu'au niveau de l'ensemble de la France le pourcentage est de 4,9 %. Toujours sur l'ensemble des logements de la commune, 1,3 % sont des studios, 1,8 % sont des logements de deux pièces, 15,7 % en ont trois, 31,8 % des logements disposent de quatre pièces, et 49,3 % des logements ont cinq pièces ou plus.

## Toponymie
Par un décret du 12 juin 1994, Simandre devient Simandre-sur-Suran notamment pour éviter la confusion avec le village de Simandre en Saône-et-Loire.

## Politique et administration

### Découpage territorial
La commune de Simandre-sur-Suran est membre de la communauté d'agglomération du Bassin de Bourg-en-Bresse, un établissement public de coopération intercommunale (EPCI) à fiscalité propre créé le 1er janvier 2017 dont le siège est à Bourg-en-Bresse. Ce dernier est par ailleurs membre d'autres groupements intercommunaux.
Sur le plan administratif, elle est rattachée à l'arrondissement de Bourg-en-Bresse, au département de l'Ain et à la région Auvergne-Rhône-Alpes. Sur le plan électoral, elle dépend du  canton de Saint-Étienne-du-Bois pour l'élection des conseillers départementaux, depuis le redécoupage cantonal de 2014 entré en vigueur en 2015, et de la première circonscription de l'Ain  pour les élections législatives, depuis le dernier découpage électoral de 2010.

### Administration municipale

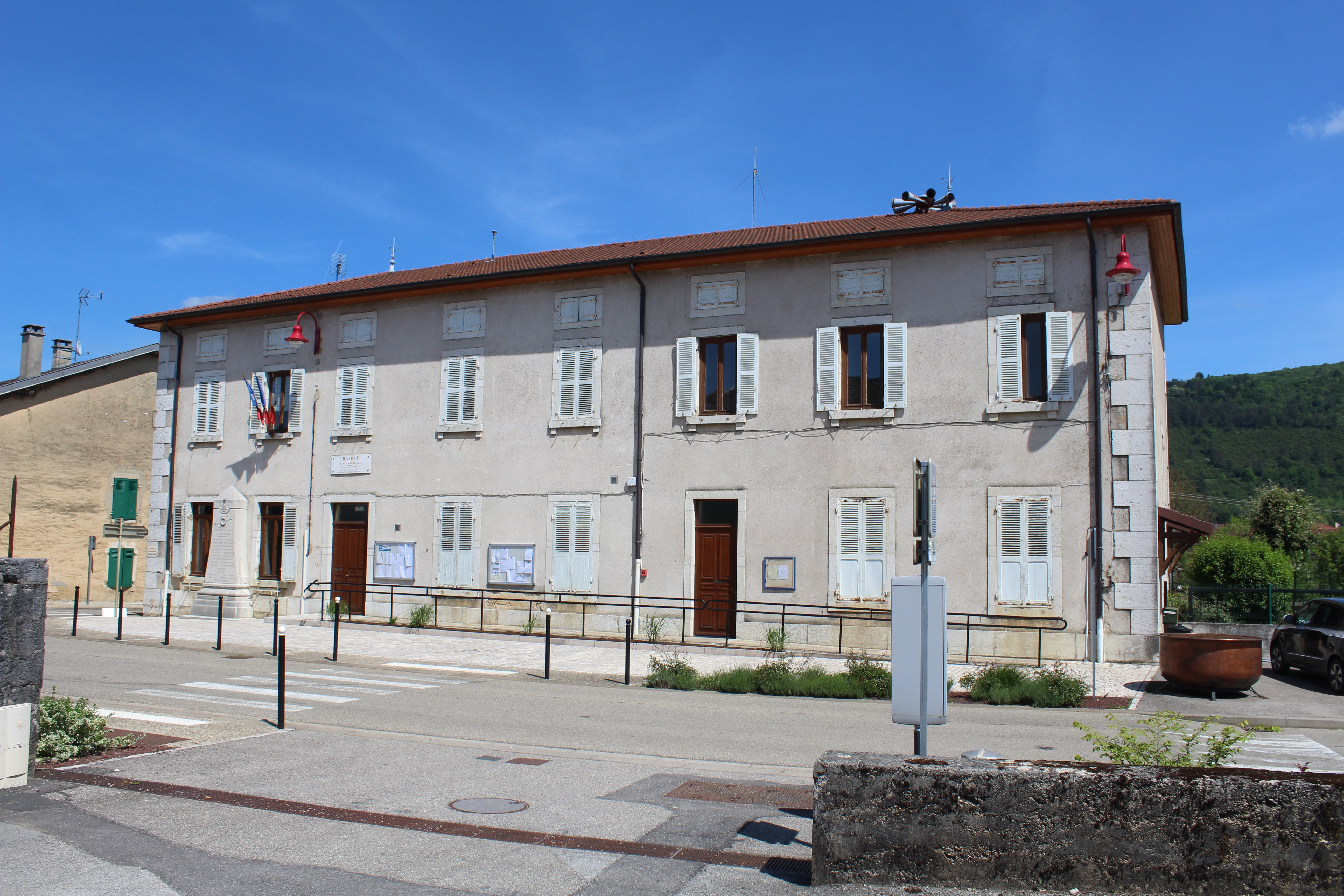
Mairie.

### Maires successifs
| Période  | Période  | Identité             | Étiquette | Qualité                               |
| -------- | -------- | -------------------- | --------- | ------------------------------------- |
| 1929     | 1944     | Pierre Libois        |           |                                       |
| 1944     | 1947     | Dr Baillat           |           |                                       |
| 1947     | 1971     | Julien Bouillez      |           |                                       |
| 1971     | 1989     | Victor Bavoux        |           |                                       |
| 1989     | 1995     | Bernard Soubrier     |           |                                       |
| 1995     | 2008     | Michelle Courvoisier |           | Réélue en 2001                        |
| 2008     | 2016     | Jean-Michel Perdrix  |           | Réélu en 2014                         |
| 2016     | mai 2020 | Nicolas Renard       |           | Professeur du secondaire et technique |
| mai 2020 | En cours | Marc Bavoux          |           | Ancien employé                        |

## Population et société

### Démographie
L'évolution du nombre d'habitants est connue à travers les recensements de la population effectués dans la commune depuis 1793. Pour les communes de moins de 10 000 habitants, une enquête de recensement portant sur toute la population est réalisée tous les cinq ans, les populations de référence des années intermédiaires étant quant à elles estimées par interpolation ou extrapolation. Pour la commune, le premier recensement exhaustif entrant dans le cadre du nouveau dispositif a été réalisé en 2008.
En 2022, la commune comptait 664 habitants, en évolution de −1,92 % par rapport à 2016 (Ain : +5,15 %, France hors Mayotte : +2,11 %).
| 1793 | 1800 | 1806 | 1821 | 1831 | 1836 | 1841 | 1846 | 1851 |
| ---- | ---- | ---- | ---- | ---- | ---- | ---- | ---- | ---- |
| 732  | 752  | 937  | 856  | 908  | 818  | 874  | 930  | 931  |

| 1856 | 1861 | 1866 | 1872 | 1876 | 1881 | 1886 | 1891 | 1896 |
| ---- | ---- | ---- | ---- | ---- | ---- | ---- | ---- | ---- |
| 862  | 872  | 907  | 927  | 894  | 885  | 830  | 767  | 801  |

| 1901 | 1906 | 1911 | 1921 | 1926 | 1931 | 1936 | 1946 | 1954 |
| ---- | ---- | ---- | ---- | ---- | ---- | ---- | ---- | ---- |
| 754  | 669  | 642  | 575  | 554  | 594  | 550  | 493  | 509  |

| 1962 | 1968 | 1975 | 1982 | 1990 | 1999 | 2006 | 2008 | 2013 |
| ---- | ---- | ---- | ---- | ---- | ---- | ---- | ---- | ---- |
| 489  | 445  | 402  | 500  | 574  | 638  | 652  | 656  | 694  |

| 2018 | 2022 | - | - | - | - | - | - | - |
| ---- | ---- | - | - | - | - | - | - | - |
| 665  | 664  | - | - | - | - | - | - | - |

## Économie
À Simandre-sur-Suran se trouve une coopérative agricole, une épicerie, un hôtel-restaurant-traiteur, un pâtissier et un camping.

### Revenus de la population et fiscalité
Selon l'enquête de l'INSEE en 1999, les revenus moyens par ménage sont de l'ordre de 14 353 euros par an, alors que la moyenne nationale est de 15 027 euros par an. Il n'y a pas de redevables de l'impôt de solidarité sur la fortune (ISF) à Simandre-sur-Suran.

### Emploi
En 1999, la population de Simandre-sur-Suran se répartissait à 43,4 % d'actifs, ce qui est légèrement inférieur au 45,2 % d'actifs de la moyenne nationale, 18,2 % de retraités, un chiffre égal au 18,2 % national. On dénombrait également 27,4 % de jeunes scolarisés et 11 % d'autres personnes sans activité.
Le taux d'activité  de la population des 20 à 59 ans de Simandre-sur-Suran était de 87 %, avec un taux de chômage de 6,1 %, donc bien inférieur à la moyenne nationale de 12,9 % de chômeurs.
Répartition des emplois par domaine d'activité
|                             | Agriculteurs | Artisans, commerçants, chefs d'entreprise | Cadres, professions intellectuelles | Professions intermédiaires | Employés | Ouvriers |
| --------------------------- | ------------ | ----------------------------------------- | ----------------------------------- | -------------------------- | -------- | -------- |
| Simandre-sur-Suran          | 9,3 %        | 8 %                                       | 4 %                                 | 20 %                       | 28 %     | 30,7 %   |
| Moyenne nationale           | 2,4 %        | 6,4 %                                     | 12,1 %                              | 22,1 %                     | 29,9 %   | 27,1 %   |
| Sources des données : INSEE |              |                                           |                                     |                            |          |          |

### Entreprises de l'agglomération
On dénombre, en 2004, 20 entreprises dont la majorité sont des commerces (5), des industries de bien d'équipement (4) et des entreprises de construction (3).

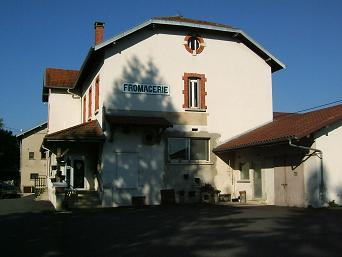
La fruitière.
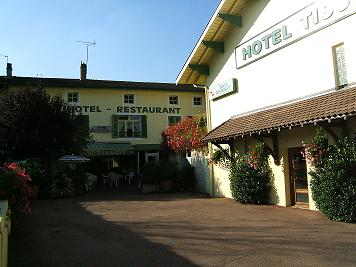
Le restaurant Tissot.
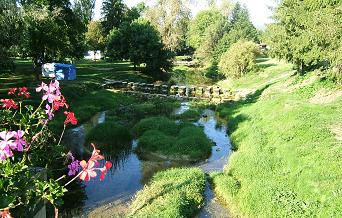
Le camping.

## Culture et patrimoine

### Lieux et monuments

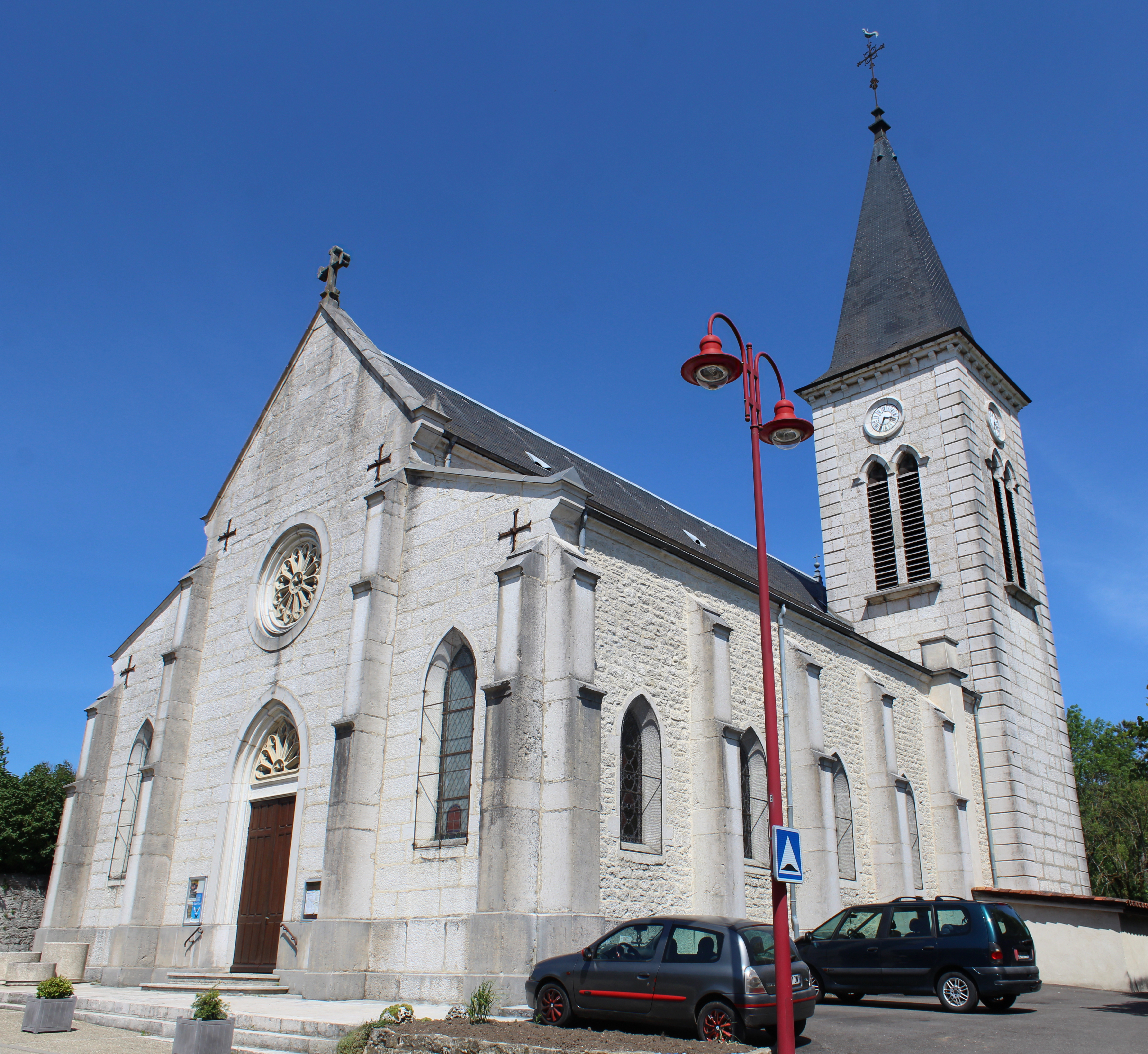
Église Saint-Antoine.

- Menhir de Pierre Fiche dit aussi la Quenouille de la Fau, classé Monument historique par arrêté du 06 mars 1888 sous la référence PA116580  : seul mégalithe restant d'un alignement qui en comptait au moins trois, comme le raconte la légende qui dit que trois fées auraient planté là leurs quenouilles et celles-ci se seraient transformées en Menhirs... Les deux autres pierres auraient été renversées, puis brisées et enlevées avant 1808. Les tronçons de l'une d'elles ont été remployées comme pierre à bâtir au Moulin de Tournesac. L'autre serait couchée au fond d'une haie, non loin du menhir de Pierre Fiche.  Mais d'autres mégalithes sont encore  attestés sur la commune...
- La commune possède trois gués mégalithiques sur le Suran, dont un juste à côté du pont. Ils sont très anciens, et remontent probablement au Moyen Âge.
- Chartreuse de Sélignac fondée en 1202.
- Église Saint-Antoine.

### Personnalités liées à la commune
- Frédéric Perrier, homme politique né le 31 octobre 1775 à Simandre (Ain) et mort le 6 février 1858 à Trévoux (Ain).
- Monseigneur Hector-Irénée Sevin, Primat des Gaules.